# نبرد ایچی
نبرد ایچی (انگلیسی: Battle of Ichi) یکی از نبردهای تهاجم ژاپن به کره (۱۵۹۸–۱۵۹۲) بود.